# Mana Bernardes

Mana em retrato posado de Flora Negri

Mana Bernardes (Rio de Janeiro, 08 de novembro de 1981) é uma artista plástica, designer, ativista, educadora e escritora brasileira. 

## Introduçã0
Artista intransdisciplinar com descendência ucraniana, Bernardes atua em projetos de envolvimento humano e trabalha com reciclagem e sustentabilidade. Mana nasceu com uma doença autoimune e sua expressão artística surge ainda criança, fazendo joias inusitadas para apoiar seu processo de cura. 
É filha da também artista e ativista Rute Casoy e do cineasta e documentarista especializado em Amazônia Sergio Bernardes Filho, filho do arquiteto e urbanista Sergio Bernardes. 

## Infância e adolescência
Nascida na zona rural de Vargem Grande, Rio de Janeiro, Mana cresceu num sítio comunitário com horta e animais, desenvolvendo objetos a partir de dejetos da natureza e do lixo. Seu impulso inicial à arte nasceu de uma visita com o pai à aldeia indígena Pataxós aos 7 anos, quando tomou inspirações dos artesãos da tribo.
Ainda criança, Bernardes passa por um forte acidente de carro com a mãe, acompanhando-a de cama por mais de um ano. Mais tarde, no início da adolescência, Mana adoece profundamente a ponto de ser retirada da escola. Os dois anos de demora até receber o diagnóstico de Doença de Crohn e ser operada se deram entre hospitais e casa, num período difícil de seu desenvovimento. 

## "O poder da transformação é a joia do ser humano"
Nessa época, a artísta começa o processo de manufaturar colares, inaugurando seu primeiro ateliê com a expressão “O poder de transformação é a joia do ser humano”. 
O sucesso é imediado e, já aos 14 anos, foi chamada para ensinar sua técnica de fazer colares para jovens em situação de vulnerabilidade. Assim, Mana dá partida à sua trajetória no ativismo social conduzindo e coordenando dezenas de grupos em suas metodologias de economia criativa.
Para além das oficinas sociais de joias, Bernardes estende suas ações comunitárias para o campo da saúde, construindo sua cura a partir do veganismo e do consumo de alimentos orgânicos. Outra marca registrada da artesã é sua postura franca e assumida sobre sua história de vida a fim de incentivar a expressão autoral de mulheres.

## Feminismo, sustentabilidade e poesia
Por todos estes fatores, Mana foi considerada um ícone e referência dos movimentos feministas pela autonomia financeira das mulheres, da relação com o movimento sustentável, em defesa da reciclagem e da comida orgânica.
Buscando mesclar mensagens visuais e prosaicas, Bernardes realiza performances de declamação de seus poemas dançando em saraus, fazendo questão de se vestir com o que constrói nestas ocasiões (saias de garrafas PET, vestidos de serragens, manto de casca de alho, vestidos para duas mulheres com sobras de papel e tinta de beterraba, entre outros). 

## Projetos, parcerias e vida pessoal
Em 2013, Mana lança parceria com a Tok&Stok e, desde então, assina coleções de louças, vidros e móveis para a marca. Três anos depois, em 2016, participa da fundação da PiKombuchaTropical, empresa vegana de bebida milenar com probióticos, a Kombucha.
Em 2019, durante tratamento de fertilização, Mana Bernardes lança seu livro “Ritos do nascer ao parir”, narrativa sobre sua relação com sua mãe e as frustrações do tratamento para engravidar.
Um ano depois, Mana pare, em casa, sua primeira filha, Rara Bernardes Jeneci, fruto de seu casamento com o compositor Marcelo Jeneci. [2]
Suas obras circulam em acervos como os do Museu da Língua Portuguesa (na Rua da Língua), Museu de Arte do Rio/MAR (com a fotografia Casulo de Cúrcuma, da performance Mulher Raiz), Museu de Design de Lisboa/MUDE (com a obra Mátria), Museu de Arte Moderna de Nova York/MoMA (com suas joias de garrafa pet), Museu do Amanhã (com a Churinga Manuscrita), Museum de Art and Design/MAD NY (com a obra Môbiluz), Museu de Arte Moderna do Rio de Janeiro/MAM e Inhotim (com suas joias), e Fundação Cartier para a Arte Contemporânea (com a obra Conectar-se pelo Cordão). 
No ano de 2022, Mana inicia seu projeto como artista independente. A partir daquele momento, o Ateliê Mana Bernardes passa a ser gerenciado pela própria, se emancipando, assim, de relações contratuais com galerias formais.   

 
No ano de 2022, Mana inicia seu projeto como artista independente. A partir daquele momento, o Ateliê Mana Bernardes passa a ser gerenciado pela própria, se emancipando, assim, de relações contratuais com galerias formais. 